# 頭前寮 (學甲區聚落)
頭前寮是臺灣臺南市學甲區的一個傳統地域名稱，為舊時學甲十三庄中的中洲庄境內角頭聚落之一，也是學甲慈濟宮八選區中的西部郊區，行政區曾經規劃為學甲鎮西進里，里於民國95年08月進行里鄰調整，目前與民吉、光明及白渚等里合併為中洲里。

## 地理位置
位在中洲庄頭的南郊稍微偏西，聚落南邊有將軍溪由東偏北向西南流向，西邊則是隔著農田與西廍相望，東邊約300M則有臺南市道1號線經過。

## 庄頭脈絡
頭前寮（Thâu-tsîng-liâu），一般的說法是明鄭後勤部隊的學甲地區先民，以及開基保生大帝（大道公）平安登陸之地，因此眾人登陸地的廣場便就叫做大道公埔。
然這些軍隊與先民登岸後並非全滯留（定居）於此，如來自中國福建晉江深滬鎮滬江的侯高居（侯高車），在隨鄭軍運糧部隊登岸後，便前往初墾居於現今學甲區中洲西邊的學仔內。另外，中國泉州府同安白礁鄉的陳、李、謝、莊等4姓先民，隨鄭成功部隊的運糧官陳一桂，於平安登陸後也四散開墾，陳、謝兩姓多居中社、縣內仔，李姓多居下社仔和七塊厝，莊姓則分居後厝仔庄，之後並向四面作放射狀的拓墾。 
此外，陳姓的開基始祖陳一貴，其祖籍為金門碧湖，乃於宋代遷往金門碧湖。陳一貴有三子，長子招龍，次子石龍，參子瑞龍。陳一貴因反清而放棄家園，遂率領家眷十三名，於明永曆15年（1661年），追隨鄭成功遷臺時任鄭軍運糧官，由漚汪溪口（即今之將軍溪）進入內港於頭前寮上陸，之後便又向北建寮屯駐且自稱墾地為中洲。  然而頭前寮並非學甲最早開墾的地方，據聞學甲堡地區最早拓墾的是南部的大灣，換句話說鄭氏軍隊在頭港和中洲南方的頭前寮登陸前，中社的謝姓和下社的李姓，即已有先民進行開墾。清代康熙32年（1693年）時，可能西部的海埔新生地已陸續形成，才陸續有張茂、李雲龍、林登山等人，以及後續以其他墾佃的移墾，而學甲、中洲和頭港三地，乃是當時先民們的拓墾中心。
總的來說，早先時頭前寮僅僅是明鄭時期的一個轉運站，或者說是一個暫時的登岸落腳地點。漢人移墾來此，大抵是隨鄭成功來臺的軍民，共計約有陳、李、謝、莊等四姓，由福建泉州同安縣白礁鄉於將軍溪畔頭前寮登陸開墾，逐漸向四面八方擴展墾地，在明鄭時期建立了「學甲十三庄」，即屬於天興縣。  然實際上落腳並長久開墾此聚落者，是祖籍在福建省福州府連江縣第8都曾家楊景鄉的謝新凱，其被尊為開臺祖，也因此頭前寮一般又叫做「謝厝寮」。

## 交通
因緊鄰將軍溪河畔，故而早期的謝厝寮主要交通為河流，惟隨著陸路交通的發達，水路早已不再是主要交通要道。然而也基於此聚落的規模並不大，鄰近地區又有中洲、二重港、學甲等較大之庄頭，因此一些主要道路僅是從此聚落鄰近處經過。比較主要的路經道路有北邊的南市174號線，以及東邊的南市1號線，兩道路距離聚落約1公里左右，而距離聚落西邊2公里則是臺17號線。
市174號線6K+100M（往南800米）謝厝寮位在西廍東南邊，與西廍兩聚落同樣都不在 174 線主幹道路旁，離主幹道（路南）約700米。

## 宗教
才天宮是聚落主要的公廟，其主祀為謝府元帥，其它陪祀神祇則有 : 二太子、三太子、黑虎大將軍、配祀福德正神、註生娘娘等。 

## 重要建物
鄭王軍民登陸暨上白礁謁祖紀念碑
明末鄭成功在收復臺灣之後，有一部分軍民在頭前寮將軍溪畔登陸，並迎請宋代所雕之保生大帝開基神像在學甲建廟奉祀。 而為紀念當初來臺得以平安地登岸，於是由原臺南縣政府在民國67年（1978年）立「鄭王軍民登陸暨上白礁謁祖紀念碑」，於鄭軍登陸地將軍溪北岸建立此石碑，供後世子孫們緬懷。
白礁亭
據傳鄭成功部隊中有許多福建沿海一帶居民，其中的一支來自保生大帝信仰起源地泉州府同安縣白礁（今大陸地區福建省漳州市龍海市角美鎮）的軍民，隊伍中有一戶李姓人家從家鄉的慈濟宮恭請當地保生大帝，以及合祀的謝府元帥、中壇元帥神尊等神尊同來做為渡海的保護神，於農曆3月11日在當時無荷蘭駐軍的將軍溪畔頭前寮登陸後駐紮，再繼續往更內陸的學甲前進、屯墾。 而學甲慈濟宮早年是有回中國大陸謁祖的習俗，其後因日人的海禁政策以及戰事（二戰）等因素，而中斷了前往大陸的謁祖活動，之後遂發展成每年學甲13庄於農曆3月11日登陸日，組成香陣前往登陸地點頭前寮「請水」謁祖，遙祭中國大陸白礁宮祖廟，此乃為上白礁民俗活動之由來，其中的「上」有「前往」之意。  因此活動受到各界信眾的認同，民國70年（1981年）為因應「上白礁」祭典盛大舉辦，在舀水祭儀舉行的場地建築此亭，以便各項儀式的進行。

## 圖集

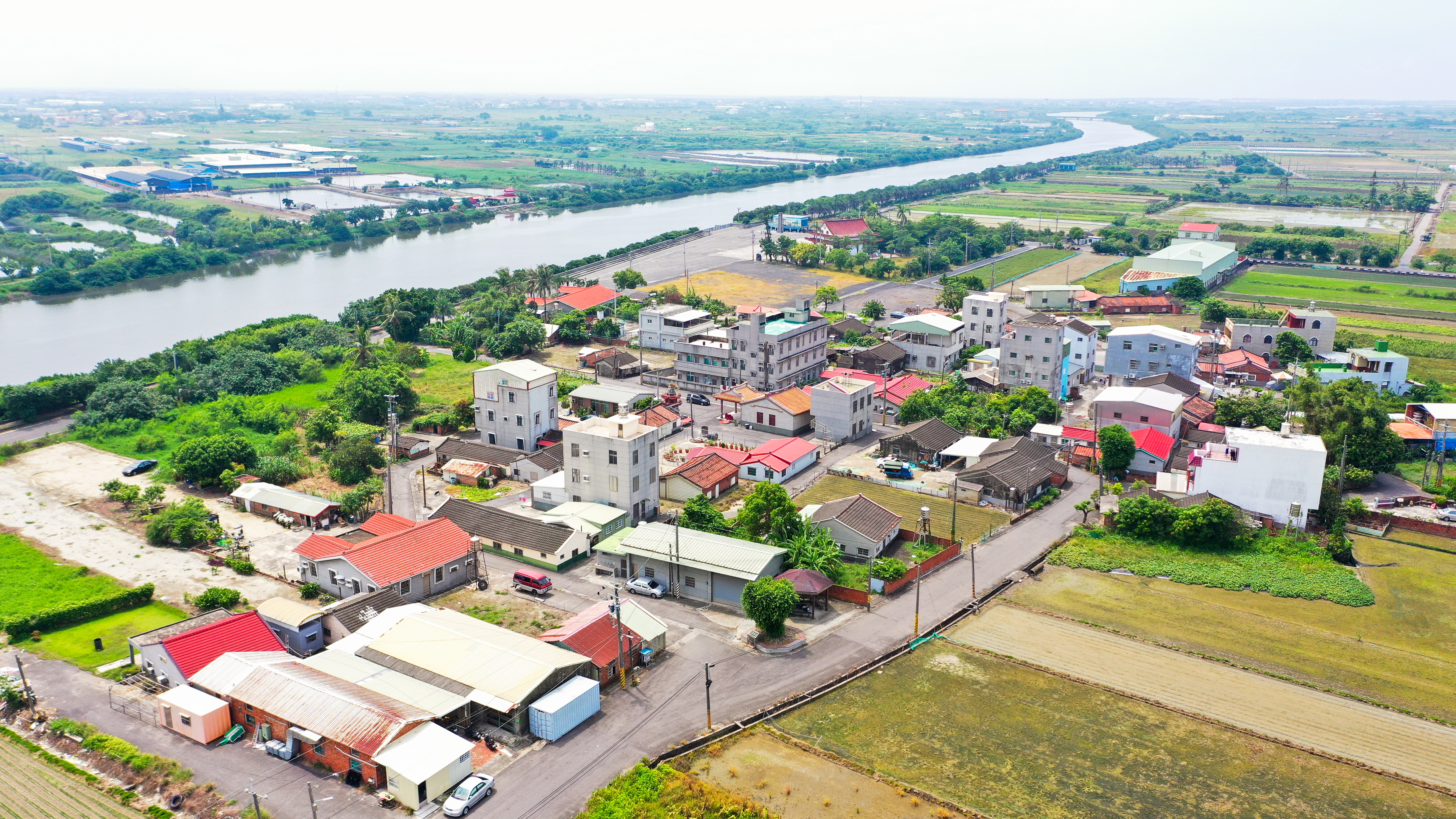
頭前寮(學甲西勢寮)-空照
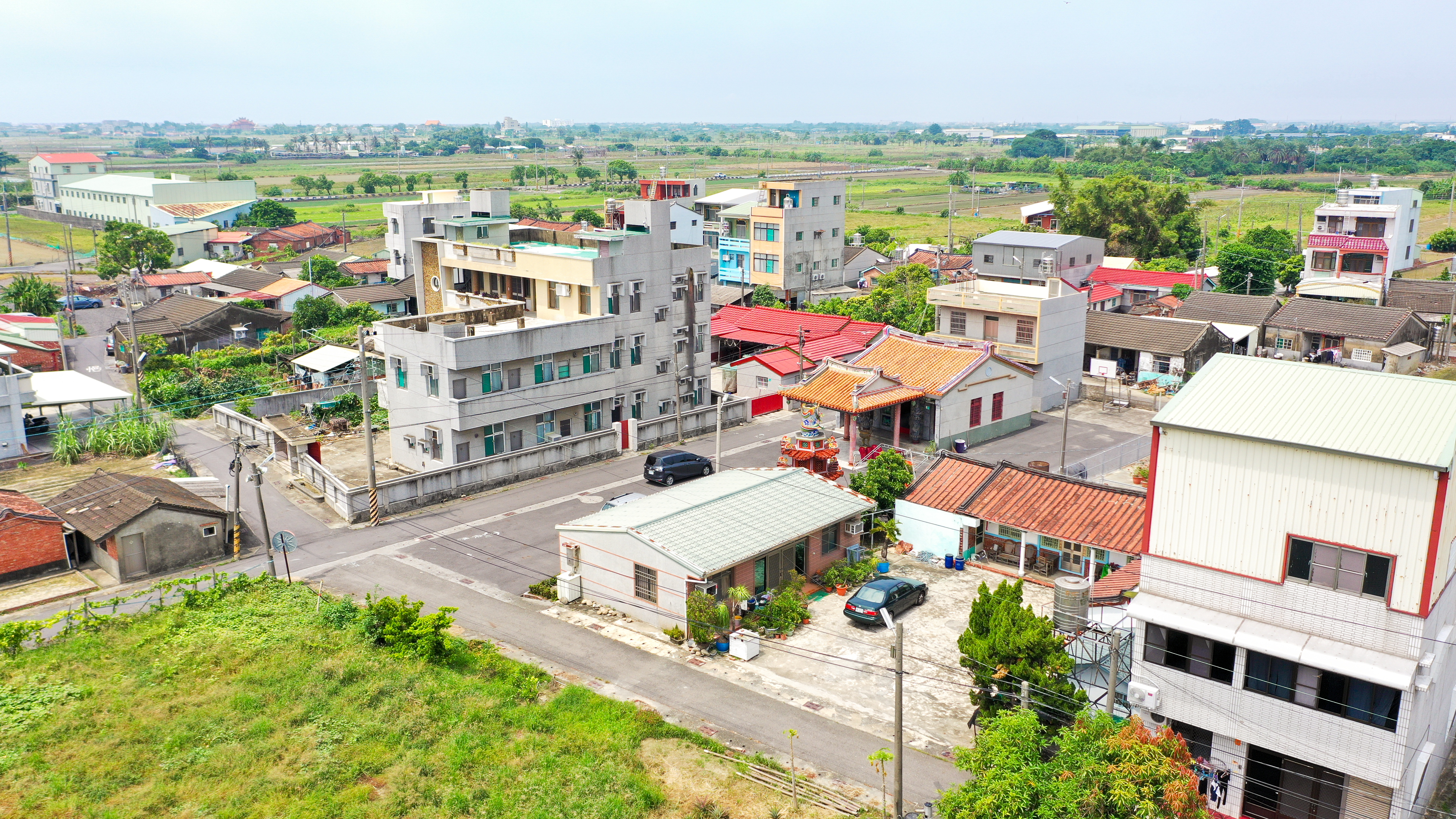
頭前寮(學甲西勢寮)-屋舍
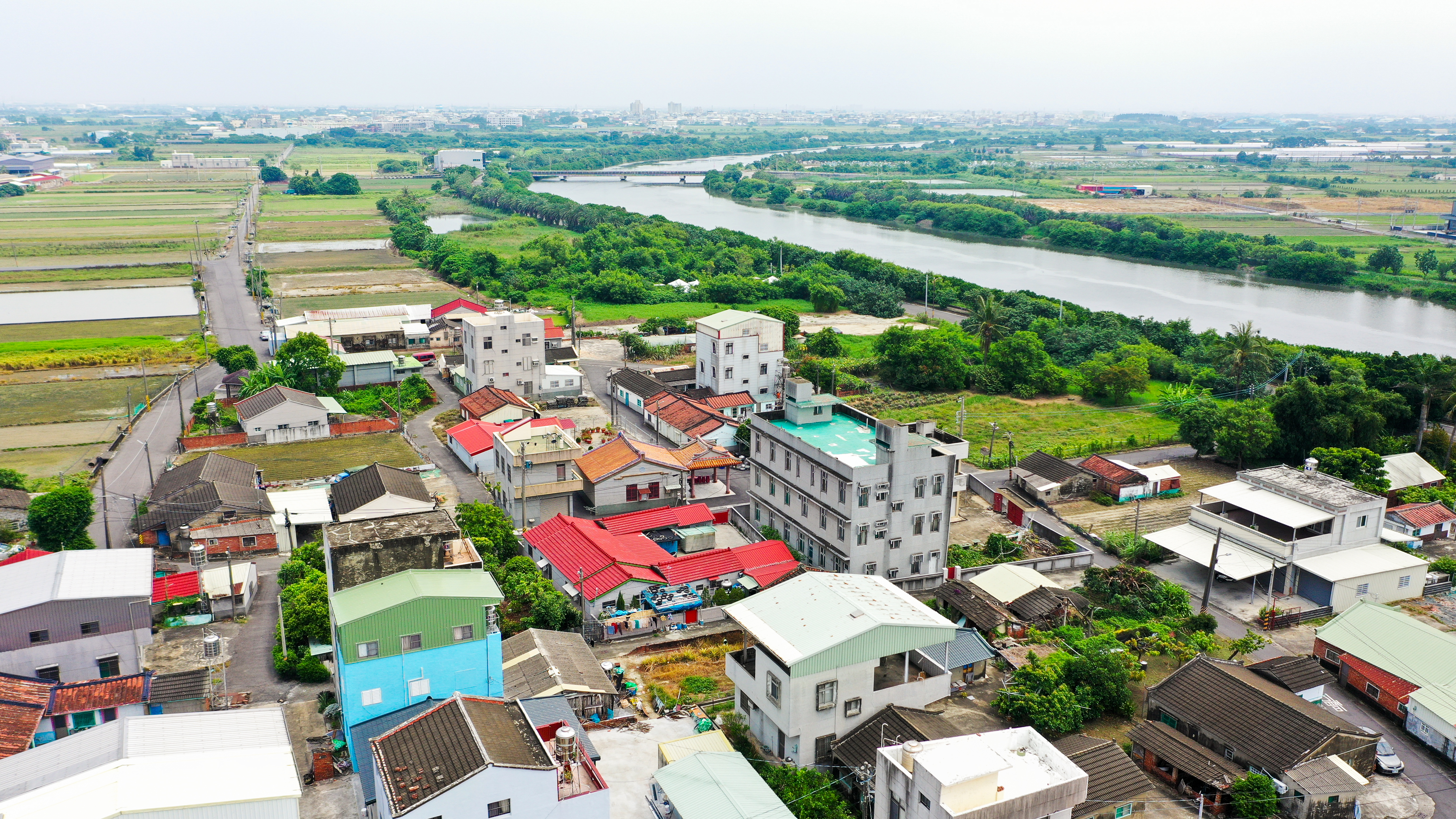
頭前寮(學甲西勢寮)-將軍溪畔